# Mark Guy Pearse
Mark Guy Pearse (Camborne, 3 gennaio 1842 – Londra, 1º gennaio 1930) è stato un predicatore, scrittore e conferenziere inglese, metodista che, durante l'ultimo quarto del XIX secolo e il primo del XX, era diventato un personaggio familiare in tutta la Gran Bretagna e oltre. Nato a Camborne, Cornovaglia, fin dall'infanzia "bevve nelle tradizioni del Metodismo", come disse sua figlia..

## Carriera ecclesiastica
Pearse nacque a Camborne, in Cornovaglia, il 3 gennaio 1842.
Dopo una falsa partenza in medicina, studiò teologia e nel 1863 entrò nel ministero wesleyano. Il suo primo incarico dopo aver lasciato il Didsbury College fu a Leeds e nei successivi venti anni circa fu nominato dalla Conferenza Metodista ai ministeri di Brixton Hill, Ipswich, Bedford, Highbury, Westminster, Launceston e Bristol.
Fu durante un ministero di due anni a Ipswich che iniziò a pensare di scrivere e dal 1870 fino alla sua morte pubblicò più di quaranta libri e almeno un numero uguale di opuscoli, volantini e articoli, la maggior parte dei quali ebbe una diffusione mondiale.
Il best-seller Daniel Quorm e le sue nozioni religiose è stato letto da tutti i livelli della società. La sua decisione nel 1886 di non ritirarsi nella sua amata Cornovaglia, ma di accettare l'invito di Hugh Price Hughes di unirsi a lui nella Missione di West London si tradusse in lunghi viaggi all'estero per pubblicizzare i suoi obiettivi e risultati e per raccogliere fondi. Questi tour lo portarono in contatto con le comunità della Cornovaglia in Nord America, Australasia e Sudafrica. Ad esempio la sua visita a Invercargill, in Nuova Zelanda, nel 1891, fu ben accolta nella chiesa metodista di Wesley. Mentre girava per il paese parlando del Forward Movement, ricevette un pass gratuito su qualsiasi ferrovia in Nuova Zelanda e il giornalista che assistette a una delle sue lezioni così lo descrisse:
Dopo essersi ritirato dalla Missione nel 1903, continuò a predicare, tenere conferenze e scrivere, trascorrendo sempre più tempo in Cornovaglia verso la fine dei suoi giorni. Quattro mesi prima della sua morte a Londra, il giorno di Capodanno del 1930, fu nominato Bardo di Gorseth Kernow (il Cornish Gorsedd), a Carn Brea, Redruth, prendendo il nome di Pyscajor a Dus (Pescatore di uomini).
Pearse sposò Mary Jane Cooper ed ebbero quattro figlie (una delle quali l'artista Frances Mabelle Unwin, 1869–1956) e due figli.

## Racconti e scritti devozionali
I suoi scritti comprendono opere devozionali e racconti semi-religiosi, in particolare della vita della Cornovaglia. Alcuni dei più noti sono: 
- Mister Horn and his friends; or, Givers and Giving
- Daniel Quorm and his Religious Notions (1874–75), di cui diverse centinaia di migliaia di copie sono state stampate in molte lingue
- Some Aspects of the Blessed Life (1887)
- Elijah, the Man of God (1891)
- The Gentleness of Jesus (1898)
- The Story of a Roman Soldier (1899)
- Christ's Cure for Care (1902)
- West Country Songs (1902)
- Bridgetstow (1907)
- The Prophet's Raven (1908)
- A Village Down West (1924)
- The Ship where Christ was Captain (1926)

## Influenza
Emmeline Pethick-Lawrence, l'attivista per i diritti delle donne, lo avrebbe descritto come "l'influenza più forte sulla prima metà della mia vita".